# 内姆斯
内姆斯是德国石勒苏益格－荷尔斯泰因州的一个市镇。总面积15.31平方公里，总人口565人，其中男性293人，女性272人（2011年12月31日），人口密度37人/平方公里。